# Барсуковка (Неманский район)
Барсуковка — посёлок в Калининградской области России. Входил в состав Жилинского сельского поселения в Неманском районе.

## География
Барсуковка расположена в шести километрах к югу от города Советск.

## История
Точная дата основания поселения неизвестна. В 1910 году, когда эти замели принадлежали Германской империи, в Бартукайтене официально проживал 121 человек. Незадолго до Второй мировой войны, в 1938 году, поселение было переименовано в Бартенхё.
В 2012 году рядом с Барсуковкой был открыт полигон для твёрдых бытовых отходов площадью 7,5 га, обслуживающий город Советск, а также Славский и  Неманский районы.

## Население
| 2002 | 2010 |
| ---- | ---- |
| 86   | ↗90  |